# Bohumil Kafka
Bohumil Kafka (Nová Paka, Bohemia, 14 de febrero de 1878 - Praga, 24 de noviembre de 1942) fue un escultor y profesor checo. 

## Biografía
Bohumil Kafka asistió a la escuela primaria entre 1884 y 1892, en su ciudad natal. Más tarde fue a la escuela de Horschitz, en la que se formaron un buen número de artistas y escultores. En esta escuela aprendió el arte de la talla de la piedra y la escultura. En 1897 se trasladó a Praga y se matriculó en la Academia de Arte, Arquitectura y Diseño de Praga, donde fue alumno de Stanislav Sucharda. Después fue alumno de Josef Václav Myslbek, del que se convirtió en su discípulo. Continuó sus estudios en Viena y, luego, en París. En la capital francesa vivió entre 1904 y 1908. Se interesó principalmente por el trabajo de Auguste Rodin, que influyó significativamente en su obra. En París también tuvo su primera exposición propia, en 1904. Realizó viajes de estudios por Londres, Berlín y Roma, para después regresar a Praga. Primero trabajó como asistente en el estudio de su maestro, Stanislav Sucharda. Colaboró en la creación del monumento a František Palacký, firmado por su maestro. El monumento fue inaugurado en 1912. Después de la muerte de Sucharda en 1916, se convirtió en profesor de la Academia de Arte, Arquitectura y Diseño de Praga. En 1925, fue nombrado profesor en la Academia de Bellas Artes de Praga.
Murió el 24 de noviembre de 1942 en Praga y fue enterrado en el cementerio de Vyšehrad de Praga.

## Obras

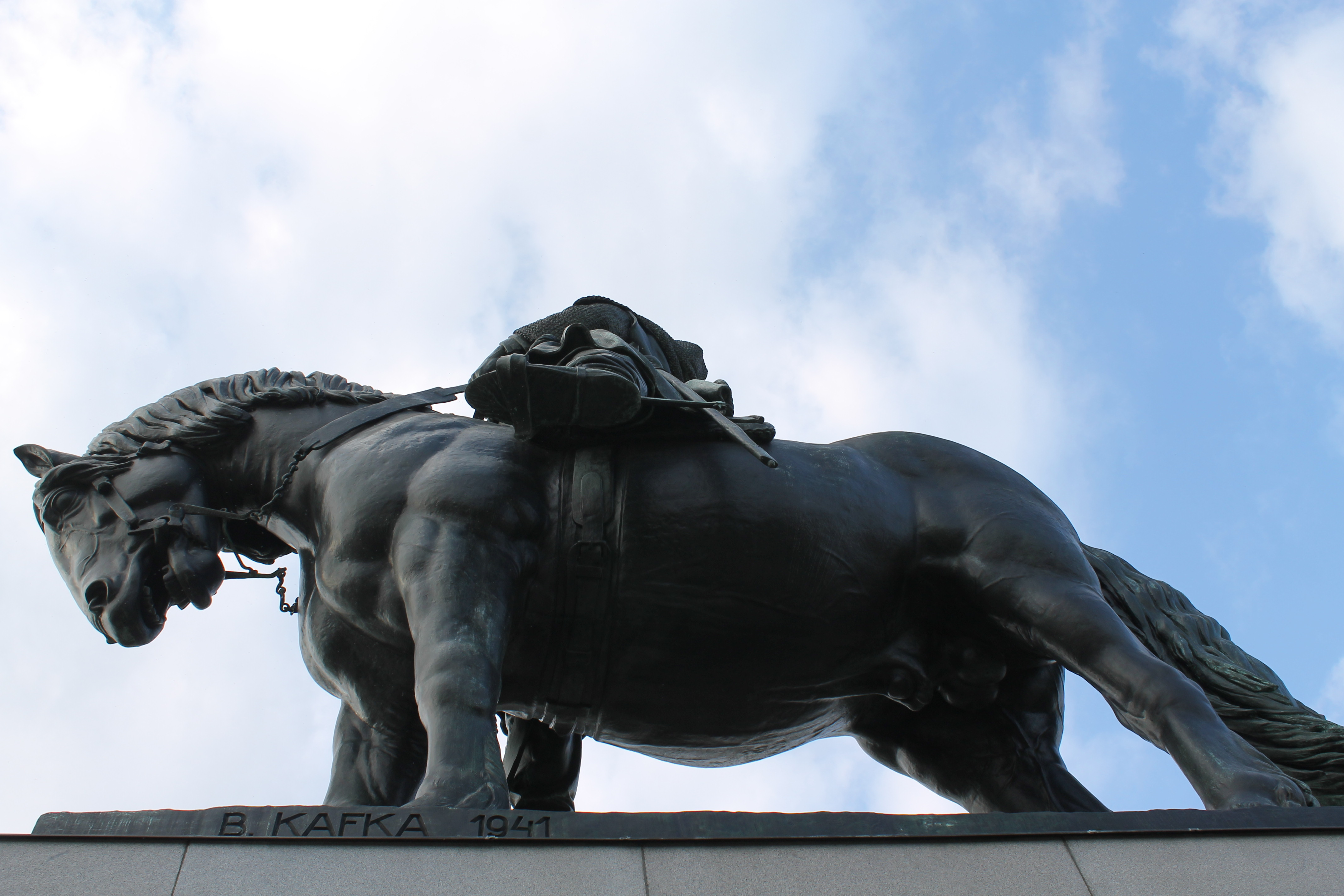
Estatua ecuestre de Jan Žižka (1941). Parque Vítkov de Praga.

Sus trabajos están próximos al movimiento simbolista. Fue un notable escultor ecuestre y de otros animales, así como un especialista de la escultura decorativa. Sus últimas obras se acercan al estilo Arte Nouveau. Entre sus maestros destaca su admiración por los trabajos de Auguste Rodin.
Realizó numerosos bustos, como los de Bedřich Smetana, Jaroslav Vrchlický, Edvard Beneš o Tomáš Masaryk.

## Galería

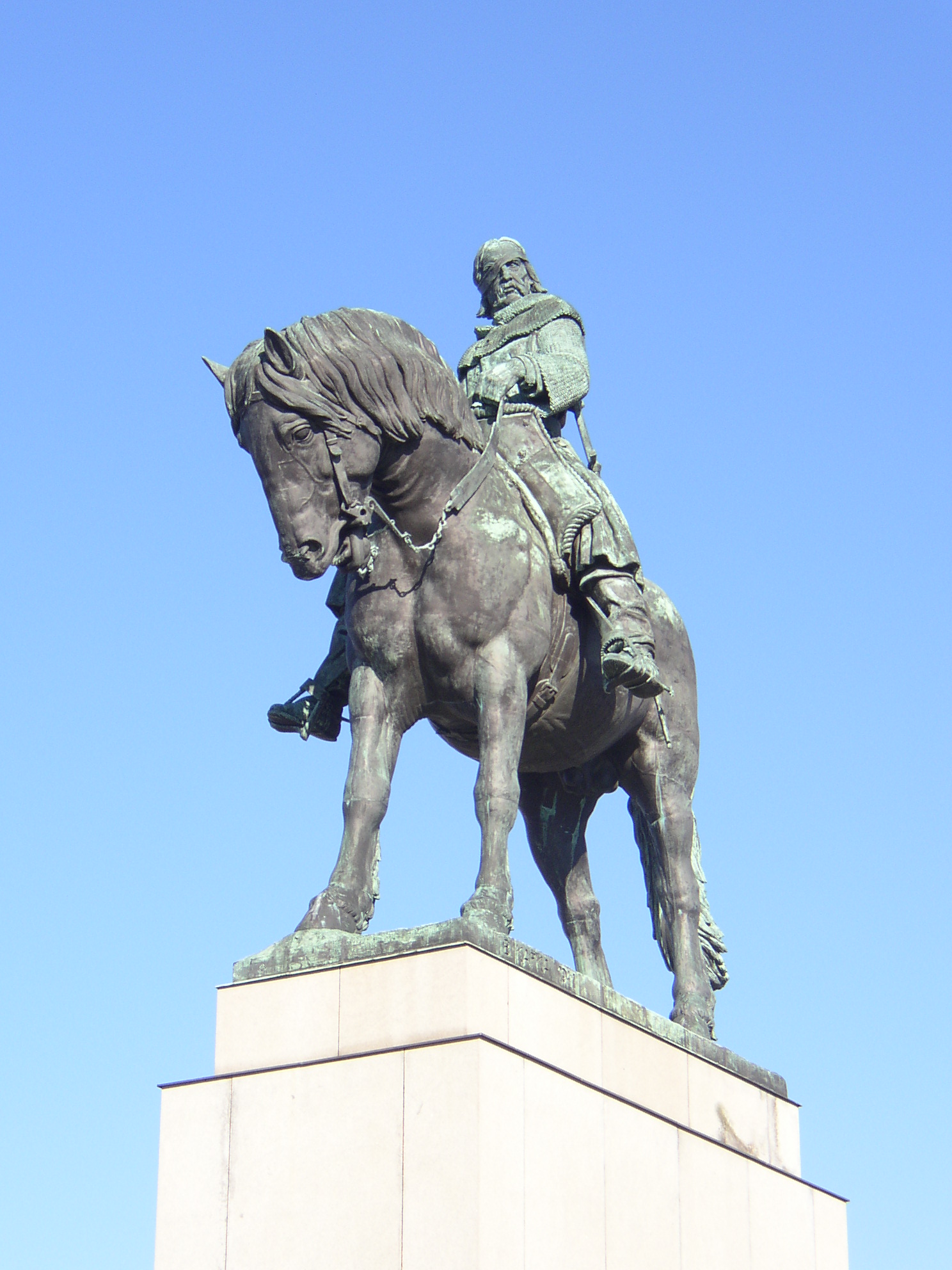
Estatua ecuestre de Jan Žižka en el parque Vítkov de Praga.
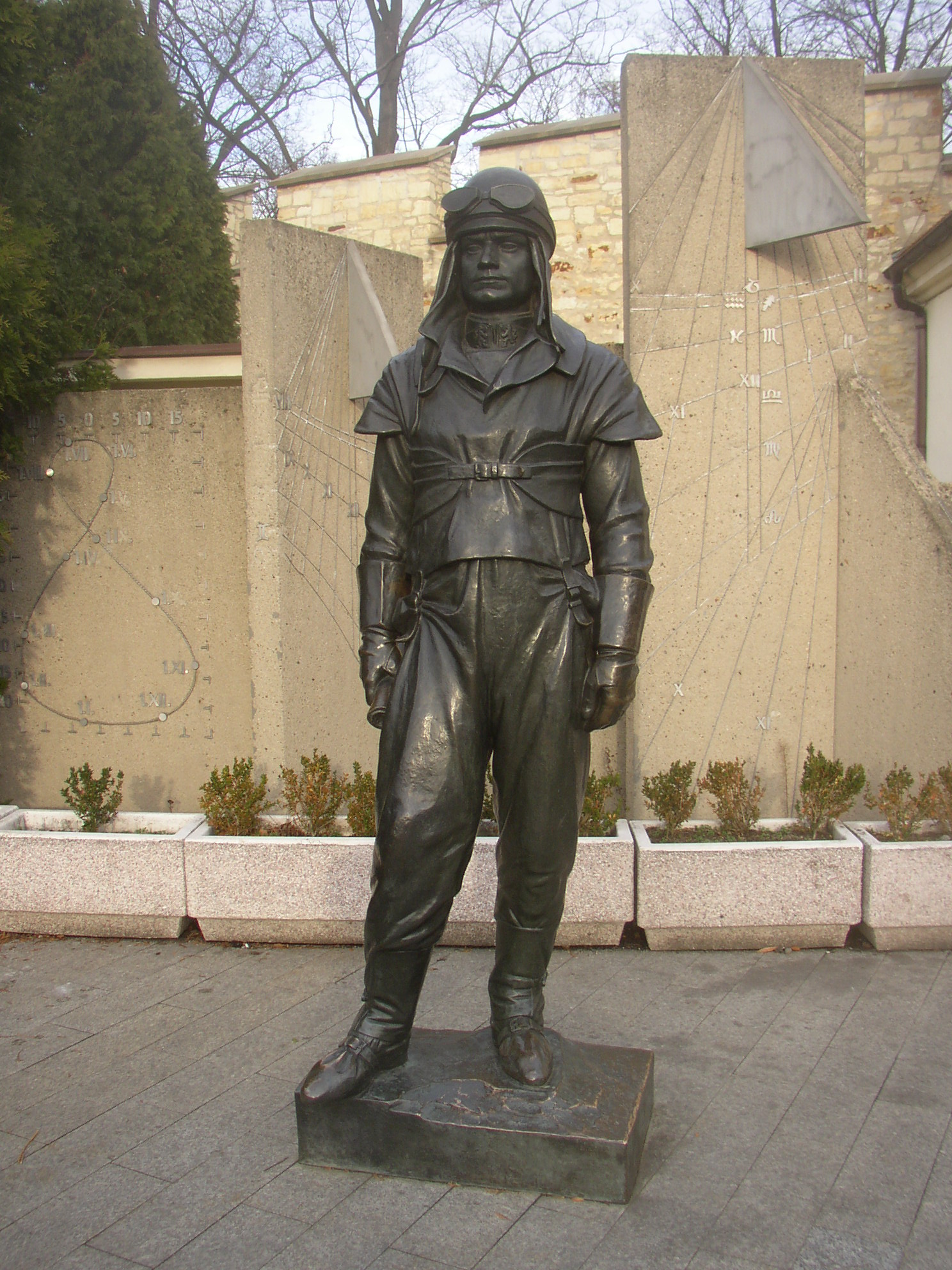
Estatua de Milan Rastislav Štefánik en el Observatorio de Praga.
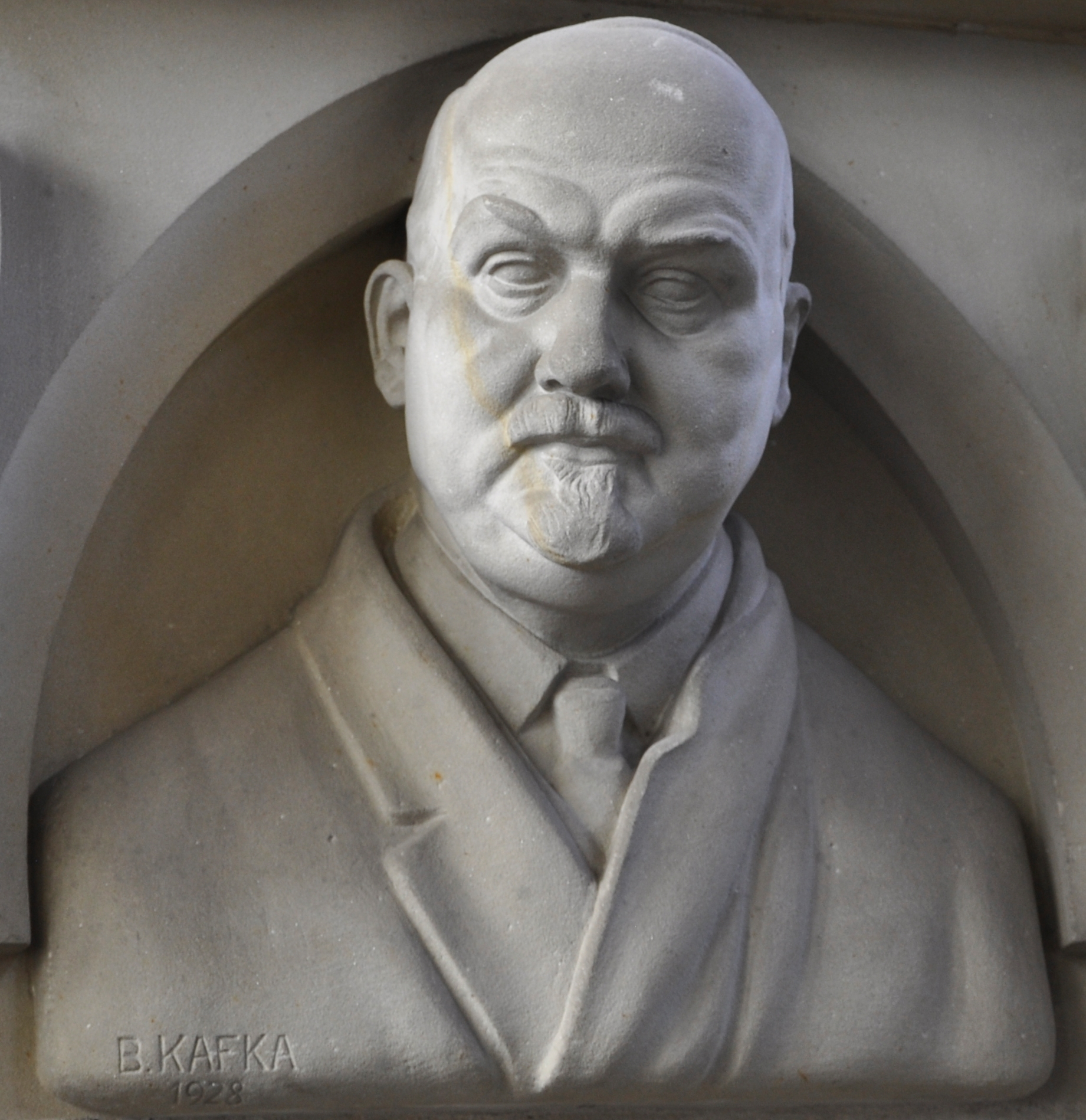
Busto de Kamil Hilbert (1928).
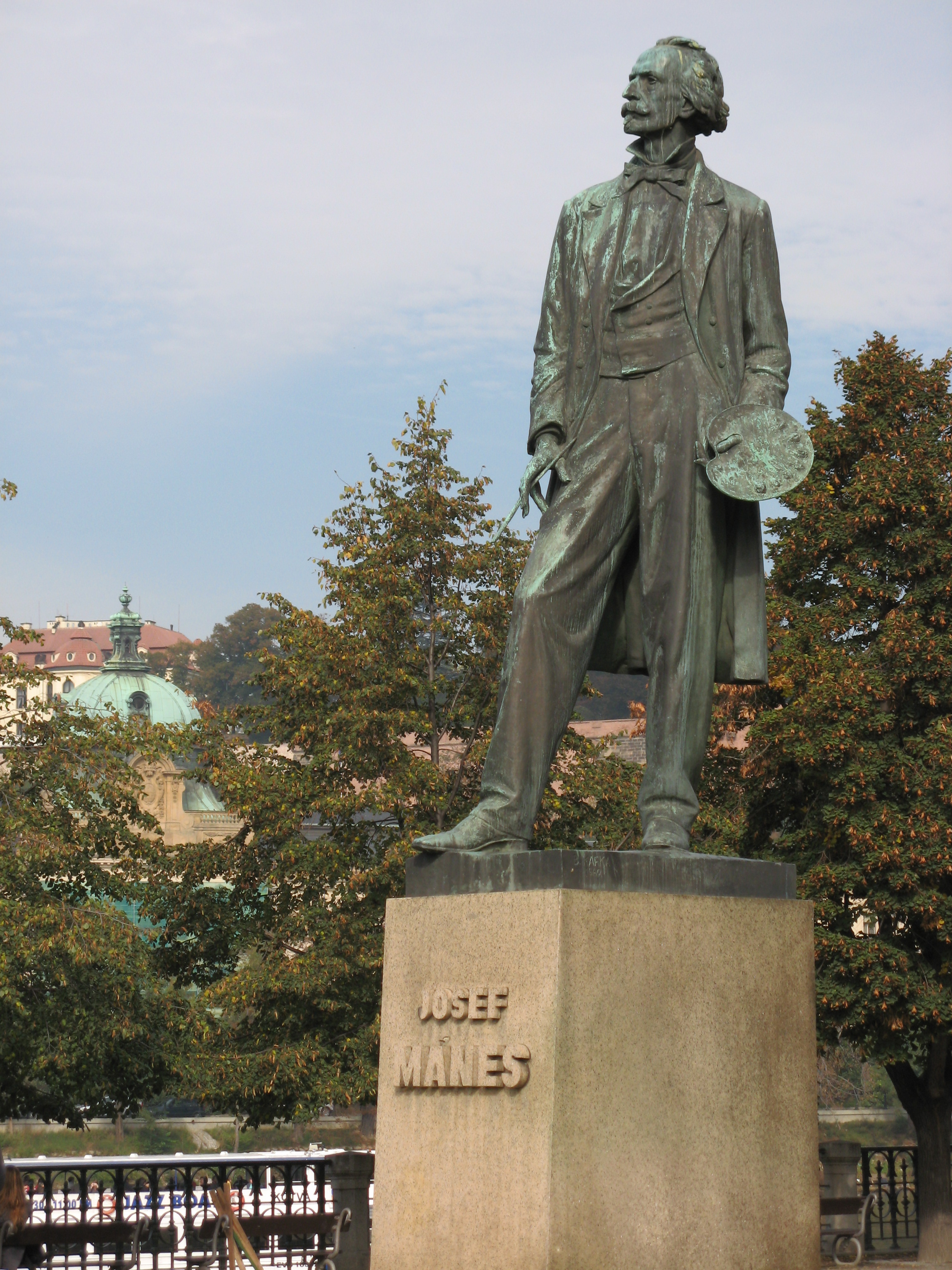
Josef Manes, Praga
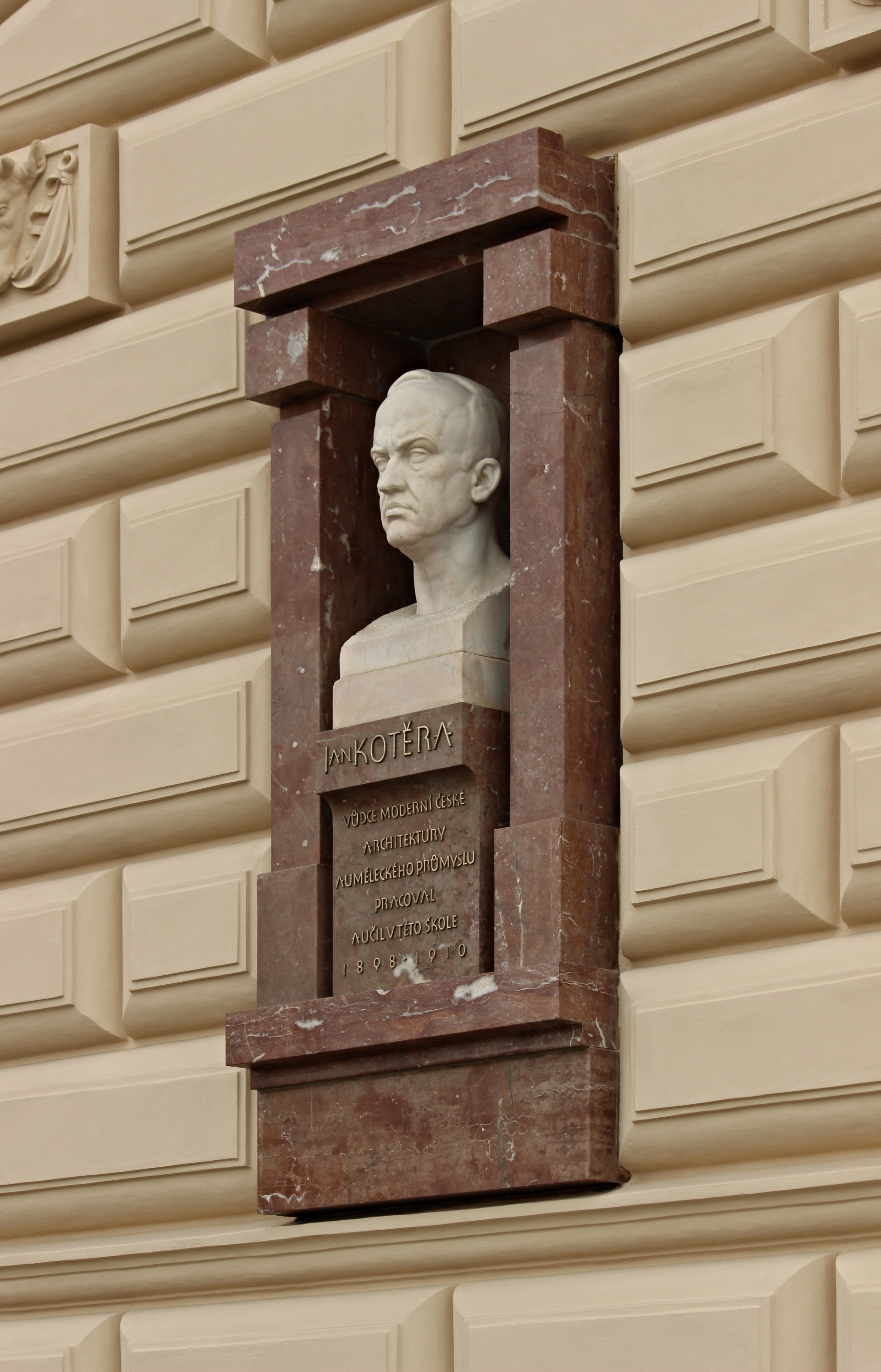
Котера, Praga
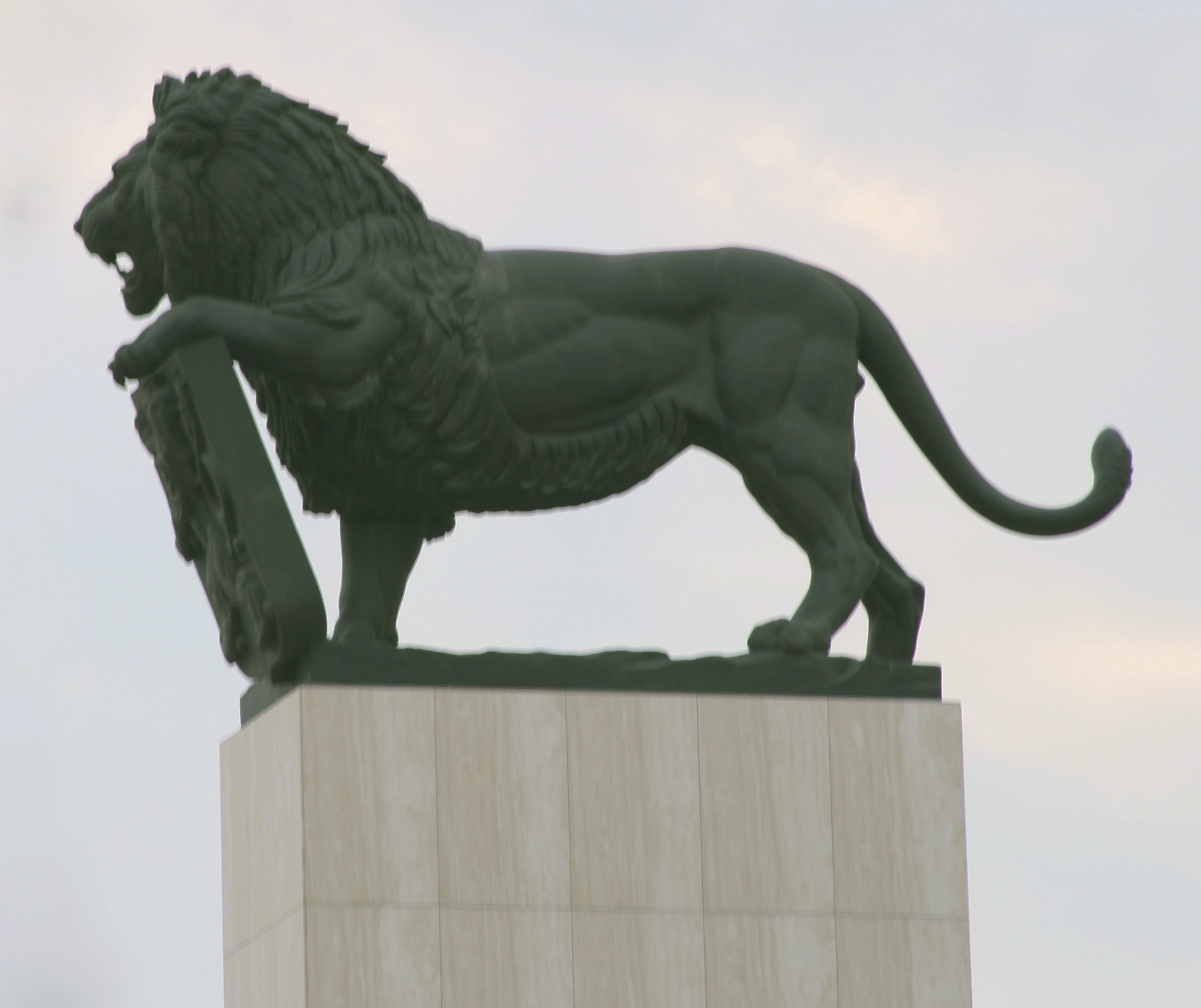